# Elezioni comunali in Campania del 2004
Le elezioni comunali in Campania del 2004 si tennero il 12-13 giugno, con ballottaggio il 27-28 giugno.

## Napoli

### Acerra
| Candidati                            | Candidati                                | Voti                        | %     | Liste                   | Voti   | %     | Seggi |
| ------------------------------------ | ---------------------------------------- | --------------------------- | ----- | ----------------------- | ------ | ----- | ----- |
|                                      | Espedito Marletta Accede al ballottaggio | 12.975                      | 45,22 | Uniti per Acerra        | 2.588  | 9,20  | 4     |
| La Margherita                        | Espedito Marletta Accede al ballottaggio | 12.975                      | 45,22 | 2.459                   | 8,74   | 4     |       |
| Federazione dei Verdi                | Espedito Marletta Accede al ballottaggio | 12.975                      | 45,22 | 2.292                   | 8,15   | 3     |       |
| Partito della Rifondazione Comunista | Espedito Marletta Accede al ballottaggio | 12.975                      | 45,22 | 1.749                   | 6,22   | 2     |       |
| Italia dei Valori                    | Espedito Marletta Accede al ballottaggio | 12.975                      | 45,22 | 1.427                   | 5,07   | 2     |       |
| Partito Repubblicano Italiano        | Espedito Marletta Accede al ballottaggio | 12.975                      | 45,22 | 1.286                   | 4,57   | 2     |       |
| Itinerario                           | Espedito Marletta Accede al ballottaggio | 12.975                      | 45,22 | 577                     | 2,05   | 1     |       |
|                                      | Immacolata Verone Accede al ballottaggio | 5.680                       | 19,79 | Forza Italia            | 2.435  | 8,66  | 2     |
| Lista Civica Verone                  | Immacolata Verone Accede al ballottaggio | 5.680                       | 19,79 | 2.346                   | 8,34   | 2     |       |
| Socialisti Democratici Italiani      | Immacolata Verone Accede al ballottaggio | 5.680                       | 19,79 | 1.824                   | 8,45   | 2     |       |
| Repubblicani                         | Immacolata Verone Accede al ballottaggio | 5.680                       | 19,79 | 425                     | 1,51   | -     |       |
| Udeur                                | Immacolata Verone Accede al ballottaggio | 5.680                       | 19,79 | 409                     | 1,45   | -     |       |
| Seggio al candidato sindaco          | Seggio al candidato sindaco              | Seggio al candidato sindaco | 19,79 | 1                       |        |       |       |
|                                      | Carmine Siracusa                         | 5.401                       | 18,82 | Democratici di Sinistra | 3.565  | 12,67 | 3     |
| Nuovo PSI                            | Carmine Siracusa                         | 5.401                       | 18,82 | 1.328                   | 4,72   | 1     |       |
| Comunisti Italiani                   | Carmine Siracusa                         | 5.401                       | 18,82 | 439                     | 1,56   | -     |       |
| Seggio al candidato sindaco          | Seggio al candidato sindaco              | Seggio al candidato sindaco | 18,82 | 1                       |        |       |       |
|                                      | Roberto Felice Bigliardo                 | 3.505                       | 12,21 | Alleanza Nazionale      | 3.144  | 11,18 | 2     |
| Seggio al candidato sindaco          | Seggio al candidato sindaco              | Seggio al candidato sindaco | 12,21 | 1                       |        |       |       |
|                                      | Gaetano Crispo                           | 567                         | 1,98  | Unione di Centro        | 479    | 1,70  | -     |
|                                      | Girolamo Coviello D'Amico                | 567                         | 1,98  | Centro Culturale Acerra | 432    | 1,54  | -     |
| Totale                               | Totale                                   | 28.129                      | 100   |                         | 28.695 | 100   | 30    |

### Nola
| Candidati                       | Candidati                    | Voti                        | %     | Liste         | Voti   | %     | Seggi |
| ------------------------------- | ---------------------------- | --------------------------- | ----- | ------------- | ------ | ----- | ----- |
|                                 | Felice Napolitano ✔️ Sindaco | 12.233                      | 54,47 | Forza Italia  | 4.810  | 22,05 | 8     |
| Unione di Centro                | Felice Napolitano ✔️ Sindaco | 12.233                      | 54,47 | 2.711         | 12,43  | 4     |       |
| Alleanza Nazionale              | Felice Napolitano ✔️ Sindaco | 12.233                      | 54,47 | 2.252         | 10,32  | 4     |       |
| Nuovo PSI                       | Felice Napolitano ✔️ Sindaco | 12.233                      | 54,47 | 1.352         | 6,20   | 2     |       |
| Democrazia Cristiana            | Felice Napolitano ✔️ Sindaco | 12.233                      | 54,47 | 355           | 1,63   | -     |       |
|                                 | Luigi Caliendo               | 10.227                      | 45,53 | La Margherita | 3.546  | 16,26 | 5     |
| Udeur                           | Luigi Caliendo               | 10.227                      | 45,53 | 2.283         | 10,43  | 3     |       |
| Democratici di Sinistra         | Luigi Caliendo               | 10.227                      | 45,53 | 1.208         | 5,54   | 1     |       |
| Verde Socialismo Ambiente       | Luigi Caliendo               | 10.227                      | 45,53 | 1.139         | 5,21   | 1     |       |
| Socialisti Democratici Italiani | Luigi Caliendo               | 10.227                      | 45,53 | 646           | 2,96   | 1     |       |
| Federazione dei Verdi           | Luigi Caliendo               | 10.227                      | 45,53 | 578           | 2,65   | -     |       |
| Rifondazione Comunista          | Luigi Caliendo               | 10.227                      | 45,53 | 489           | 2,24   | -     |       |
| Democrazia Federalista          | Luigi Caliendo               | 10.227                      | 45,53 | 393           | 1,80   | -     |       |
| Comunisti Italiani              | Luigi Caliendo               | 10.227                      | 45,53 | 51            | 0,23   | -     |       |
| Seggio al candidato sindaco     | Seggio al candidato sindaco  | Seggio al candidato sindaco | 45,53 | 1             |        |       |       |
| Totale                          | Totale                       | 21.813                      | 100   |               | 22.460 | 100   | 30    |

### Ottaviano
| Candidati                       | Candidati                                  | Voti                        | %     | Liste                   | Voti   | %     | Seggi |
| ------------------------------- | ------------------------------------------ | --------------------------- | ----- | ----------------------- | ------ | ----- | ----- |
|                                 | Mario Iervolino Accede al ballottaggio     | 3.623                       | 24,51 | La Ginestra             | 1.313  | 9,59  | 5     |
| Democratici di Sinistra         | Mario Iervolino Accede al ballottaggio     | 3.623                       | 24,51 | 841                     | 6,14   | 3     |       |
| Udeur                           | Mario Iervolino Accede al ballottaggio     | 3.623                       | 24,51 | 799                     | 5,84   | 3     |       |
| Rifondazione Comunista          | Mario Iervolino Accede al ballottaggio     | 3.623                       | 24,51 | 255                     | 1,86   | 1     |       |
| Comunisti Italiani              | Mario Iervolino Accede al ballottaggio     | 3.623                       | 24,51 | 180                     | 1,31   | -     |       |
|                                 | Giovanni D'Ambrosio Accede al ballottaggio | 3.745                       | 25,33 | Forza Italia            | 2.055  | 15,01 | 2     |
| Rinnovamento Democratico        | Giovanni D'Ambrosio Accede al ballottaggio | 3.745                       | 25,33 | 924                     | 6,75   | -     |       |
| Nuovo PSI                       | Giovanni D'Ambrosio Accede al ballottaggio | 3.745                       | 25,33 | 389                     | 2,84   | -     |       |
| Seggio al candidato sindaco     | Seggio al candidato sindaco                | Seggio al candidato sindaco | 25,33 | 1                       |        |       |       |
|                                 | Felice Costagliola                         | 2.996                       | 20,27 | Alleanza Nazionale      | 1.608  | 11,75 | 1     |
| Unione di Centro                | Felice Costagliola                         | 2.996                       | 20,27 | 1.315                   | 9,61   | 1     |       |
| Azione e Libertà                | Felice Costagliola                         | 2.996                       | 20,27 | 261                     | 1,91   | -     |       |
| Seggio al candidato sindaco     | Seggio al candidato sindaco                | Seggio al candidato sindaco | 20,27 | 1                       |        |       |       |
|                                 | Giorgio Marigliano                         | 2.080                       | 14,07 | La Margherita           | 1.028  | 7,51  | -     |
| Unione Democratica              | Giorgio Marigliano                         | 2.080                       | 14,07 | 508                     | 3,71   | -     |       |
| Democrazia Federalista          | Giorgio Marigliano                         | 2.080                       | 14,07 | 432                     | 3,16   | -     |       |
| Seggio al candidato sindaco     | Seggio al candidato sindaco                | Seggio al candidato sindaco | 14,07 | 1                       |        |       |       |
|                                 | Michele Saviano                            | 1.403                       | 9,49  | Città Attiva            | 593    | 4,33  | -     |
| Socialisti Democratici Italiani | Michele Saviano                            | 1.403                       | 9,49  | 477                     | 3,48   | -     |       |
| Seggio al candidato sindaco     | Seggio al candidato sindaco                | Seggio al candidato sindaco | 9,49  | 1                       |        |       |       |
|                                 | Pasquale Ciccarelli                        | 485                         | 3,28  | Insieme                 | 339    | 2,48  | -     |
|                                 | Francesco Saviano                          | 450                         | 3,04  | Solidarietà e Progresso | 372    | 2,72  | -     |
| Totale                          | Totale                                     | 13.689                      | 100   |                         | 14.782 | 100   | 20    |

### Pompei
| Candidati                       | Candidati                                | Voti                        | %     | Liste                                          | Voti   | %     | Seggi |
| ------------------------------- | ---------------------------------------- | --------------------------- | ----- | ---------------------------------------------- | ------ | ----- | ----- |
|                                 | Claudio D'Alessio Accede al ballottaggio | 8.345                       | 49,89 | La Margherita                                  | 1.867  | 11,68 | 3     |
| Socialisti Democratici Italiani | Claudio D'Alessio Accede al ballottaggio | 8.345                       | 49,89 | 1.754                                          | 11,07  | 2     |       |
| Democratici di Sinistra         | Claudio D'Alessio Accede al ballottaggio | 8.345                       | 49,89 | 1.208                                          | 7,67   | 2     |       |
| Democrazia Federalista          | Claudio D'Alessio Accede al ballottaggio | 8.345                       | 49,89 | 1.188                                          | 7,50   | 2     |       |
| Unione di Centro                | Claudio D'Alessio Accede al ballottaggio | 8.345                       | 49,89 | 1.187                                          | 7,49   | 2     |       |
| Rinnovamento                    | Claudio D'Alessio Accede al ballottaggio | 8.345                       | 49,89 | 635                                            | 4,01   | 1     |       |
| Udeur                           | Claudio D'Alessio Accede al ballottaggio | 8.345                       | 49,89 | 586                                            | 3,70   | -     |       |
|                                 | Salvatore Alfano Accede al ballottaggio  | 5.703                       | 34,10 | Federazione Democratica                        | 1.127  | 7,11  | 2     |
| Popolari                        | Salvatore Alfano Accede al ballottaggio  | 5.703                       | 34,10 | 1.123                                          | 7,09   | 1     |       |
| Riformisti per Pompei           | Salvatore Alfano Accede al ballottaggio  | 5.703                       | 34,10 | 887                                            | 5,60   | 1     |       |
| Bandiera con Scudo              | Salvatore Alfano Accede al ballottaggio  | 5.703                       | 34,10 | 857                                            | 4,51   | 1     |       |
| Rifondazione Comunista          | Salvatore Alfano Accede al ballottaggio  | 5.703                       | 34,10 | 629                                            | 3,97   | 1     |       |
| Federazione dei Verdi           | Salvatore Alfano Accede al ballottaggio  | 5.703                       | 34,10 | 547                                            | 3,45   | -     |       |
| Seggio al candidato sindaco     | Seggio al candidato sindaco              | Seggio al candidato sindaco | 34,10 | 1                                              |        |       |       |
|                                 | Arturo Sorrentino                        | 1.805                       | 10,79 | Forza Italia                                   | 976    | 6,16  | 1     |
| Alleanza Nazionale              | Arturo Sorrentino                        | 1.805                       | 10,79 | 711                                            | 4,49   | 1     |       |
| Nuovo PSI                       | Arturo Sorrentino                        | 1.805                       | 10,79 | 34                                             | 0,21   | -     |       |
| Seggio al candidato sindaco     | Seggio al candidato sindaco              | Seggio al candidato sindaco | 10,79 | 1                                              |        |       |       |
|                                 | Vittorio Sgarbi                          | 743                         | 4,44  | Partito Repubblicano Italiano-I Liberal Sgarbi | 457    | 2,88  | -     |
|                                 | Luisa Vitiello                           | 130                         | 0,87  | Italia dei Valori                              | 73     | 0,46  | -     |
| Totale                          | Totale                                   | 15.846                      | 100   |                                                | 16.726 | 100   | 20    |

### Portici
| Candidati                       | Candidati                   | Voti                        | %     | Liste                      | Voti    | %     | Seggi |
| ------------------------------- | --------------------------- | --------------------------- | ----- | -------------------------- | ------- | ----- | ----- |
|                                 | Vincenzo Cuomo ✔️ Sindaco   | 23.703                      | 63,52 | La Margherita              | 5.955   | 16,94 | 6     |
| Democratici di Sinistra         | Vincenzo Cuomo ✔️ Sindaco   | 23.703                      | 63,52 | 5.383                      | 15,31   | 5     |       |
| Federazione dei Verdi           | Vincenzo Cuomo ✔️ Sindaco   | 23.703                      | 63,52 | 3.806                      | 10,83   | 4     |       |
| Rifondazione Comunista          | Vincenzo Cuomo ✔️ Sindaco   | 23.703                      | 63,52 | 1.895                      | 5,39    | 2     |       |
| Socialisti Democratici Italiani | Vincenzo Cuomo ✔️ Sindaco   | 23.703                      | 63,52 | 1.636                      | 4,59    | 1     |       |
| Udeur                           | Vincenzo Cuomo ✔️ Sindaco   | 23.703                      | 63,52 | 1.868                      | 5,31    | 1     |       |
| Repubblicani                    | Vincenzo Cuomo ✔️ Sindaco   | 23.703                      | 63,52 | 1.236                      | 3,52    | 1     |       |
| Comunisti Italiani              | Vincenzo Cuomo ✔️ Sindaco   | 23.703                      | 63,52 | 1.163                      | 3,31    | 1     |       |
|                                 | Emilio Parrella             | 8.249                       | 22,11 | Lista Parrella             | 3.066   | 8,72  | 2     |
| Unione di Centro                | Emilio Parrella             | 8.249                       | 22,11 | 2.151                      | 6,12    | 1     |       |
| Seggio al candidato sindaco     | Seggio al candidato sindaco | Seggio al candidato sindaco | 22,11 | 1                          |         |       |       |
|                                 | Antonio Nicola Cantalamessa | 7.468                       | 19,07 | Alleanza Nazionale         | 2.746   | 7,81  | 2     |
| Forza Italia                    | Antonio Nicola Cantalamessa | 7.468                       | 19,07 | 2.215                      | 6,30    | 1     |       |
| Nuovo PSI                       | Antonio Nicola Cantalamessa | 7.468                       | 19,07 | 212                        | 0,60    | -     |       |
| Seggio al candidato sindaco     | Seggio al candidato sindaco | Seggio al candidato sindaco | 19,07 | 1                          |         |       |       |
|                                 | Bruno Faraone               | 490                         | 1,31  | Lista Di Pietro - Occhetto | 469     | 1,33  | -     |
|                                 | Ferdinando Formicola        | 222                         | 0,59  | Lista Formicola            | 189     | 0,54  | -     |
|                                 | Antonio Buonocore           | 160                         | 0,43  | Patto Segni-Scognamiglio   | 152     | 0,43  | -     |
| Totale                          | Totale                      | 35.150                      | 100   |                            | '37.313 | 100   | 30    |

### Sant'Antimo
| Candidati                       | Candidati               | Voti                 | %     | Liste                   | Voti   | %     | Seggi |
| ------------------------------- | ----------------------- | -------------------- | ----- | ----------------------- | ------ | ----- | ----- |
|                                 | Luigi Cesaro ✔️ Sindaco | 10.867               | 52,59 | Forza Italia            | 5.617  | 28,03 | 9     |
| Casa delle Libertà              | Luigi Cesaro ✔️ Sindaco | 10.867               | 52,59 | 2.874                   | 14,34  | 5     |       |
| Partito Democratico Cristiano   | Luigi Cesaro ✔️ Sindaco | 10.867               | 52,59 | 1.306                   | 6,52   | 2     |       |
| Alleanza Nazionale              | Luigi Cesaro ✔️ Sindaco | 10.867               | 52,59 | 904                     | 4,51   | 1     |       |
| Nuovo PSI                       | Luigi Cesaro ✔️ Sindaco | 10.867               | 52,59 | 818                     | 4,08   | 1     |       |
| Democrazia e Progresso          | Luigi Cesaro ✔️ Sindaco | 10.867               | 52,59 | 806                     | 4,02   | 1     |       |
| Unione di Centro                | Luigi Cesaro ✔️ Sindaco | 10.867               | 52,59 | 641                     | 3,20   | 1     |       |
|                                 | Aurelio Russo           | 9.310                | 45,06 | Democratici di Sinistra | 3.005  | 14,99 | 5     |
| La Margherita                   | Aurelio Russo           | 9.310                | 45,06 | 1.767                   | 8,82   | 3     |       |
| Rifondazione Comunista          | Aurelio Russo           | 9.310                | 45,06 | 1.158                   | 5,78   | 1     |       |
| Socialisti Democratici Italiani | Aurelio Russo           | 9.310                | 45,06 | 380                     | 1,90   | -     |       |
| Udeur                           | Aurelio Russo           | 9.310                | 45,06 | 363                     | 1,81   | -     |       |
| Seggio di coalizione            | Seggio di coalizione    | Seggio di coalizione | 45,06 | 1                       |        |       |       |
|                                 | Giacomo Campanile       | 486                  | 2,35  | Alternativa Sociale     | 403    | 2,01  | -     |
| Totale                          | Totale                  | 20.042               | 100   |                         | 20.663 | 100   | 30    |

## Avellino

### Avellino
| Candidati                                                                       | Candidati                   | Voti                        | %     | Liste                                | Voti   | %     | Seggi |
| ------------------------------------------------------------------------------- | --------------------------- | --------------------------- | ----- | ------------------------------------ | ------ | ----- | ----- |
|                                                                                 | Giuseppe Galasso ✔️ Sindaco | 20.558                      | 54,79 | La Margherita                        | 9.679  | 26,84 | 14    |
| Democratici di Sinistra                                                         | Giuseppe Galasso ✔️ Sindaco | 20.558                      | 54,79 | 4.800                                | 13,31  | 6     |       |
| Alleanza Popolare - UDEUR                                                       | Giuseppe Galasso ✔️ Sindaco | 20.558                      | 54,79 | 2.342                                | 6,49   | 3     |       |
| Socialisti Democratici Italiani                                                 | Giuseppe Galasso ✔️ Sindaco | 20.558                      | 54,79 | 1.343                                | 3,72   | 1     |       |
| Federalisti Cattolici Democratici                                               | Giuseppe Galasso ✔️ Sindaco | 20.558                      | 54,79 | 1.306                                | 3,62   | 1     |       |
| Federazione dei Verdi-Lista civica                                              | Giuseppe Galasso ✔️ Sindaco | 20.558                      | 54,79 | 564                                  | 1,56   | -     |       |
| Partito dei Comunisti Italiani                                                  | Giuseppe Galasso ✔️ Sindaco | 20.558                      | 54,79 | 407                                  | 1,13   | -     |       |
|                                                                                 | Amato Barile                | 13.491                      | 35,95 | Libera Città                         | 4.220  | 11,70 | 5     |
| Alleanza per Avellino                                                           | Amato Barile                | 13.491                      | 35,95 | 2.913                                | 8,08   | 4     |       |
| Azzurri                                                                         | Amato Barile                | 13.491                      | 35,95 | 2.848                                | 7,90   | 3     |       |
| Unione dei Democratici Cristiani e di Centro-Cristiano Democratici per Avellino | Amato Barile                | 13.491                      | 35,95 | 1.532                                | 4,25   | 2     |       |
| Sud                                                                             | Amato Barile                | 13.491                      | 35,95 | 508                                  | 1,41   | -     |       |
| Patto Cattolico Democratico                                                     | Amato Barile                | 13.491                      | 35,95 | 357                                  | 0,99   | -     |       |
| Seggio al candidato sindaco                                                     | Seggio al candidato sindaco | Seggio al candidato sindaco | 35,95 | 1                                    |        |       |       |
|                                                                                 | Giuseppe Quaresima          | 991                         | 2,64  | Partito della Rifondazione Comunista | 743    | 2,06  | -     |
|                                                                                 | Luigi Cucciniello           | 914                         | 2,44  | Città Mia                            | 1.022  | 2,83  | -     |
|                                                                                 | Chiara Maffei               | 614                         | 1,64  | Chiaramente                          | 587    | 1,63  | -     |
|                                                                                 | Luigi Urciolli              | 485                         | 1,29  | Il Paese                             | 473    | 1,31  | -     |
|                                                                                 | Giovanni Candela            | 240                         | 0,64  | Alternativa Sociale                  | 220    | 0,61  | -     |
|                                                                                 | Sergio Galluccio            | 231                         | 0,62  | Forza Avellino                       | 201    | 0,56  | -     |
| Totale                                                                          | Totale                      | 37.524                      |       | 100                                  | 36.065 | 100   | 40    |

### Ariano Irpino
| Candidati                       | Candidati                                  | Voti                        | %     | Liste               | Voti   | %     | Seggi |
| ------------------------------- | ------------------------------------------ | --------------------------- | ----- | ------------------- | ------ | ----- | ----- |
|                                 | Domenico Gambacorta Accede al ballottaggio | 7.179                       | 43,59 | Popolari per Ariano | 2.277  | 14,11 | 4     |
| Forza Italia                    | Domenico Gambacorta Accede al ballottaggio | 7.179                       | 43,59 | 1.909               | 11,83  | 3     |       |
| Unione di Centro                | Domenico Gambacorta Accede al ballottaggio | 7.179                       | 43,59 | 1.090               | 6,76   | 2     |       |
| Alleanza Nazionale              | Domenico Gambacorta Accede al ballottaggio | 7.179                       | 43,59 | 1.077               | 6,68   | 2     |       |
| L'Orologio                      | Domenico Gambacorta Accede al ballottaggio | 7.179                       | 43,59 | 765                 | 4,74   | 1     |       |
|                                 | Francesco Lo Conte Accede al ballottaggio  | 6.561                       | 39,84 | La Margherita       | 1.962  | 12,16 | 2     |
| Udeur                           | Francesco Lo Conte Accede al ballottaggio  | 6.561                       | 39,84 | 1.425               | 8,83   | 2     |       |
| Insieme per Ariano              | Francesco Lo Conte Accede al ballottaggio  | 6.561                       | 39,84 | 1.386               | 8,59   | 1     |       |
| Democratici di Sinistra         | Francesco Lo Conte Accede al ballottaggio  | 6.561                       | 39,84 | 913                 | 5,66   | 1     |       |
| Socialisti Democratici Italiani | Francesco Lo Conte Accede al ballottaggio  | 6.561                       | 39,84 | 695                 | 4,31   | 1     |       |
| Unione Donne Arianesi           | Francesco Lo Conte Accede al ballottaggio  | 6.561                       | 39,84 | 559                 | 3,46   | -     |       |
| Nuova Italia                    | Francesco Lo Conte Accede al ballottaggio  | 6.561                       | 39,84 | 408                 | 2,53   | -     |       |
| Seggio al candidato sindaco     | Seggio al candidato sindaco                | Seggio al candidato sindaco | 39,84 | 1                   |        |       |       |
|                                 | Giovanni La Vita                           | 1.331                       | 8,08  | Ariano Unita        | 668    | 4,14  | -     |
|                                 | Giovanni Maraia                            | 1.103                       | 6,70  | Ariano in Movimento | 665    | 4,12  | -     |
|                                 | Nicolino Iacobacci                         | '295                        | 1,79  | Sud Europa          | 334    | 2,07  | -     |
| Totale                          | Totale                                     | 16.133                      | 100   |                     | 16.469 | 100   | 20    |

## Caserta

### Mondragone
| Candidati                                    | Candidati                                | Voti                        | %     | Liste                   | Voti   | %     | Seggi |
| -------------------------------------------- | ---------------------------------------- | --------------------------- | ----- | ----------------------- | ------ | ----- | ----- |
|                                              | Ugo Alfredo Conte Accede al ballottaggio | 8.057                       | 47,96 | Alleanza Nazionale      | 2.515  | 15,53 | 4     |
| Forza Italia                                 | Ugo Alfredo Conte Accede al ballottaggio | 8.057                       | 47,96 | 2.273                   | 14,04  | 4     |       |
| Unione di Centro                             | Ugo Alfredo Conte Accede al ballottaggio | 8.057                       | 47,96 | 1.125                   | 6,95   | 2     |       |
| Lista civica di centro-destra                | Ugo Alfredo Conte Accede al ballottaggio | 8.057                       | 47,96 | 1.124                   | 6,94   | 1     |       |
| Lista civica di centro-destra                | Ugo Alfredo Conte Accede al ballottaggio | 8.057                       | 47,96 | 844                     | 5,21   | 1     |       |
| Nuovo PSI                                    | Ugo Alfredo Conte Accede al ballottaggio | 8.057                       | 47,96 | 230                     | 1,42   | -     |       |
|                                              | Achille Cennami Accede al ballottaggio   | 5.519                       | 32,85 | Democratici di Sinistra | 1.536  | 9,48  | 2     |
| La Margherita                                | Achille Cennami Accede al ballottaggio   | 5.519                       | 32,85 | 1.515                   | 9,36   | 2     |       |
| Patto dei Democratici                        | Achille Cennami Accede al ballottaggio   | 5.519                       | 32,85 | 573                     | 3,54   | -     |       |
| Udeur                                        | Achille Cennami Accede al ballottaggio   | 5.519                       | 32,85 | 466                     | 2,88   | -     |       |
| Socialisti Democratici Italiani              | Achille Cennami Accede al ballottaggio   | 5.519                       | 32,85 | 419                     | 2,59   | -     |       |
| Lista Di Pietro - Occhetto                   | Achille Cennami Accede al ballottaggio   | 5.519                       | 32,85 | 367                     | 2,27   | -     |       |
| Partito Repubblicano Italiano                | Achille Cennami Accede al ballottaggio   | 5.519                       | 32,85 | 255                     | 1,57   | -     |       |
| Rifondazione Comunista-Federazione dei Verdi | Achille Cennami Accede al ballottaggio   | 5.519                       | 32,85 | 221                     | 1,36   | -     |       |
| Seggio al candidato sindaco                  | Seggio al candidato sindaco              | Seggio al candidato sindaco | 32,85 | 1                       |        |       |       |
|                                              | Virgilio Pacifico                        | 3.223                       | 19,19 | Lista Civica            | 1.324  | 8,18  | -     |
| Centro                                       | Virgilio Pacifico                        | 3.223                       | 19,19 | 736                     | 4,54   | -     |       |
| Rinascita Democratica                        | Virgilio Pacifico                        | 3.223                       | 19,19 | 418                     | 2,58   | -     |       |
| Lista Civica                                 | Virgilio Pacifico                        | 3.223                       | 19,19 | 253                     | 1,56   | -     |       |
| Seggio al candidato sindaco                  | Seggio al candidato sindaco              | Seggio al candidato sindaco | 19,19 | 1                       |        |       |       |
| Totale                                       | Totale                                   | 16.194                      | 100   |                         | 16.799 | 100   | 20    |

## Salerno

### Agropoli
| Candidati                       | Candidati                   | Voti                        | %     | Liste         | Voti   | %     | Seggi |
| ------------------------------- | --------------------------- | --------------------------- | ----- | ------------- | ------ | ----- | ----- |
|                                 | Antonio Domini ✔️ Sindaco   | 8.033                       | 61,07 | La Margherita | 2.623  | 21,01 | 5     |
| Lista Domini                    | Antonio Domini ✔️ Sindaco   | 8.033                       | 61,07 | 1.331         | 10,66  | 2     |       |
| Democratici di Sinistra         | Antonio Domini ✔️ Sindaco   | 8.033                       | 61,07 | 1.250         | 10,01  | 2     |       |
| Socialisti Democratici Italiani | Antonio Domini ✔️ Sindaco   | 8.033                       | 61,07 | 1.000         | 8,01   | 2     |       |
| Patto per Agropoli              | Antonio Domini ✔️ Sindaco   | 8.033                       | 61,07 | 484           | 3,88   | 1     |       |
| Rifondazione Comunista          | Antonio Domini ✔️ Sindaco   | 8.033                       | 61,07 | 433           | 3,47   | -     |       |
|                                 | Paolo Serra                 | 5.121                       | 38,93 | Forza Italia  | 1.809  | 14,49 | 2     |
| Lista Serra                     | Paolo Serra                 | 5.121                       | 38,93 | 901           | 7,22   | 1     |       |
| Udeur                           | Paolo Serra                 | 5.121                       | 38,93 | 776           | 6,22   | 1     |       |
| Costituente Riformista          | Paolo Serra                 | 5.121                       | 38,93 | 691           | 5,44   | 1     |       |
| Alleanza Nazionale              | Paolo Serra                 | 5.121                       | 38,93 | 577           | 4,62   | 1     |       |
| Forza Agropoli                  | Paolo Serra                 | 5.121                       | 38,93 | 492           | 3,94   | 1     |       |
| Partito Repubblicano Italiano   | Paolo Serra                 | 5.121                       | 38,93 | 116           | 0,93   | -     |       |
| Seggio al candidato sindaco     | Seggio al candidato sindaco | Seggio al candidato sindaco | 38,93 | 1             |        |       |       |
| Totale                          | Totale                      | 12.483                      | 100   |               | 13.154 | 100   | 20    |

### Angri
| Candidati                       | Candidati                               | Voti                        | %     | Liste            | Voti   | %     | Seggi |
| ------------------------------- | --------------------------------------- | --------------------------- | ----- | ---------------- | ------ | ----- | ----- |
|                                 | Giuseppe La Mura Accede al ballottaggio | 7.453                       | 36,03 | La Margherita    | 1.560  | 7,92  | 3     |
| Popolari                        | Giuseppe La Mura Accede al ballottaggio | 7.453                       | 36,03 | 1.456            | 7,39   | 2     |       |
| Democratici di Sinistra         | Giuseppe La Mura Accede al ballottaggio | 7.453                       | 36,03 | 1.404            | 7,13   | 2     |       |
| Lista civica di centro-sinistra | Giuseppe La Mura Accede al ballottaggio | 7.453                       | 36,03 | 1.116            | 5,67   | 2     |       |
| Lista civica di centro-sinistra | Giuseppe La Mura Accede al ballottaggio | 7.453                       | 36,03 | 981              | 4,98   | 2     |       |
| Lista Civica                    | Giuseppe La Mura Accede al ballottaggio | 7.453                       | 36,03 | 553              | 2,81   | 1     |       |
| Repubblicani Europei            | Giuseppe La Mura Accede al ballottaggio | 7.453                       | 36,03 | 481              | 2,44   | -     |       |
| Lista civica di centro-sinistra | Giuseppe La Mura Accede al ballottaggio | 7.453                       | 36,03 | 255              | 1,29   | -     |       |
| Lista Di Pietro - Occhetto      | Giuseppe La Mura Accede al ballottaggio | 7.453                       | 36,03 | 159              | 0,81   | -     |       |
|                                 | Vincenzo Gallo Accede al ballottaggio   | 7.502                       | 36,27 | Udeur            | 2.162  | 10,98 | 2     |
| Sinistra                        | Vincenzo Gallo Accede al ballottaggio   | 7.502                       | 36,27 | 1.073            | 5,45   | 1     |       |
| Città Nuova                     | Vincenzo Gallo Accede al ballottaggio   | 7.502                       | 36,27 | 1.012            | 5,14   | 1     |       |
| Socialisti Democratici Italiani | Vincenzo Gallo Accede al ballottaggio   | 7.502                       | 36,27 | 974              | 4,95   | -     |       |
| Federazione dei Verdi           | Vincenzo Gallo Accede al ballottaggio   | 7.502                       | 36,27 | 866              | 4,40   | -     |       |
| Patto                           | Vincenzo Gallo Accede al ballottaggio   | 7.502                       | 36,27 | 662              | 3,36   | -     |       |
| Rifondazione Comunista          | Vincenzo Gallo Accede al ballottaggio   | 7.502                       | 36,27 | 395              | 2,01   | -     |       |
| Seggio al candidato sindaco     | Seggio al candidato sindaco             | Seggio al candidato sindaco | 36,27 | 1                |        |       |       |
|                                 | Gianfranco D'Antonio                    | 4.814                       | 23,27 | Unione di Centro | 1.563  | 7,94  | 1     |
| Forza Italia                    | Gianfranco D'Antonio                    | 4.814                       | 23,27 | 1.125            | 5,71   | -     |       |
| Alleanza Nazionale              | Gianfranco D'Antonio                    | 4.814                       | 23,27 | 981              | 4,98   | -     |       |
| Seggio al candidato sindaco     | Seggio al candidato sindaco             | Seggio al candidato sindaco | 23,27 | 1                |        |       |       |
|                                 | Bartolo D'Antonio                       | 916                         | 4,43  | Lista Civica     | 917    | 4,66  | -     |
| Totale                          | Totale                                  | 19.695                      | 100   |                  | 20.685 | 100   | 20    |

### Capaccio
| Candidati                     | Candidati                   | Voti                        | %     | Liste              | Voti   | %     | Seggi |
| ----------------------------- | --------------------------- | --------------------------- | ----- | ------------------ | ------ | ----- | ----- |
|                               | Vincenzo Sica ✔️ Sindaco    | 7.992                       | 58,20 | Forza Italia       | 3.638  | 27,53 | 6     |
| Alleanza Nazionale            | Vincenzo Sica ✔️ Sindaco    | 7.992                       | 58,20 | 1.504              | 11,38  | 2     |       |
| Azzurri                       | Vincenzo Sica ✔️ Sindaco    | 7.992                       | 58,20 | 1.473              | 11,15  | 2     |       |
| Partito Democratico Cristiano | Vincenzo Sica ✔️ Sindaco    | 7.992                       | 58,20 | 1.083              | 8,20   | 2     |       |
|                               | Pietro Desimone             | 3.192                       | 23,24 | Lista per Desimone | 1.267  | 9,59  | 2     |
| Udeur                         | Pietro Desimone             | 3.192                       | 23,24 | 996                | 7,54   | 1     |       |
| Democratici di Sinistra       | Pietro Desimone             | 3.192                       | 23,24 | 535                | 4,05   | 1     |       |
| Comunisti Italiani            | Pietro Desimone             | 3.192                       | 23,24 | 534                | 4,04   | -     |       |
| Seggio al candidato sindaco   | Seggio al candidato sindaco | Seggio al candidato sindaco | 23,24 | 1                  |        |       |       |
|                               | Paolo Paolino               | 2.548                       | 18,56 | Lista Civica       | 542    | 4,10  | 1     |
| Lista Di Pietro - Occhetto    | Paolo Paolino               | 2.548                       | 18,56 | 537                | 4,06   | 1     |       |
| Insieme                       | Paolo Paolino               | 2.548                       | 18,56 | 473                | 3,58   | -     |       |
| Unione di Centro              | Paolo Paolino               | 2.548                       | 18,56 | 471                | 3,56   | -     |       |
| Nuovo PSI                     | Paolo Paolino               | 2.548                       | 18,56 | 162                | 1,23   | -     |       |
| Seggio al candidato sindaco   | Seggio al candidato sindaco | Seggio al candidato sindaco | 18,56 | 1                  |        |       |       |
| Totale                        | Totale                      | 13.215                      | 100   |                    | 13.732 | 100   | 20    |

### Mercato San Severino
| Candidati                   | Candidati                   | Voti                        | %     | Liste                         | Voti   | %     | Seggi |
| --------------------------- | --------------------------- | --------------------------- | ----- | ----------------------------- | ------ | ----- | ----- |
|                             | Rocco D'Auria ✔️ Sindaco    | 7.720                       | 54,53 | Lista Civica per San Severino | 3.931  | 29,88 | 7     |
| Uniti per San Severino      | Rocco D'Auria ✔️ Sindaco    | 7.720                       | 54,53 | 3.403                         | 25,87  | 5     |       |
|                             | Giuseppe Grimaldi           | 3.298                       | 23,29 | Udeur                         | 1.043  | 7,93  | 1     |
| Insieme per San Severino    | Giuseppe Grimaldi           | 3.298                       | 23,29 | 866                           | 6,58   | 1     |       |
| Patto per i Sanseverinesi   | Giuseppe Grimaldi           | 3.298                       | 23,29 | 688                           | 5,23   | 1     |       |
| Seggio al candidato sindaco | Seggio al candidato sindaco | Seggio al candidato sindaco | 23,29 | 1                             |        |       |       |
|                             | Rocco Basile                | 1.692                       | 11,95 | La Margherita                 | 1.978  | 15,04 | 2     |
| Seggio al candidato sindaco | Seggio al candidato sindaco | Seggio al candidato sindaco | 11,95 | 1                             |        |       |       |
|                             | Anna De Gregorio            | 639                         | 4,51  | Alleanza Nazionale            | 407    | 3,09  | -     |
| Nuovi Orizzonti             | Anna De Gregorio            | 639                         | 4,51  | 136                           | 1,03   | -     |       |
|                             | Restituta Napoli            | 389                         | 2,75  | Democratici di Sinistra       | 356    | 2,71  | -     |
|                             | Raffaele Grimaldi           | 246                         | 1,74  | Federazione dei Verdi         | 183    | 1,43  | -     |
|                             | Luigi Pergamo               | 174                         | 1,23  | Partito Repubblicano Italiano | 158    | 1,20  | -     |
| Totale                      | Totale                      | 13.154                      | 100   |                               | 14.158 | 100   | 20    |

### Sarno
| Candidati                                 | Candidati                                | Voti                        | %     | Liste         | Voti   | %     | Seggi |
| ----------------------------------------- | ---------------------------------------- | --------------------------- | ----- | ------------- | ------ | ----- | ----- |
|                                           | Amilcare Mancusi Accede al ballottaggio  | 8.824                       | 45,69 | Forza Italia  | 3.521  | 19,40 | 8     |
| Alleanza Nazionale                        | Amilcare Mancusi Accede al ballottaggio  | 8.824                       | 45,69 | 3.183         | 17,53  | 7     |       |
| Unione di Centro                          | Amilcare Mancusi Accede al ballottaggio  | 8.824                       | 45,69 | 1.417         | 7,81   | 3     |       |
| Azzurri                                   | Amilcare Mancusi Accede al ballottaggio  | 8.824                       | 45,69 | 343           | 1,89   | -     |       |
|                                           | Antonio Crescenzo Accede al ballottaggio | 5.351                       | 27,71 | Udeur         | 3.477  | 19,15 | 4     |
| Rifondazione Comunista-Comunisti Italiani | Antonio Crescenzo Accede al ballottaggio | 5.351                       | 27,71 | 1.201         | 6,62   | 1     |       |
| Seggio al candidato sindaco               | Seggio al candidato sindaco              | Seggio al candidato sindaco | 27,71 | 1             |        |       |       |
|                                           | Raffaele Franco                          | 5.137                       | 26,60 | La Margherita | 1.947  | 10,73 | 2     |
| Democratici di Sinistra                   | Raffaele Franco                          | 5.137                       | 26,60 | 1.868         | 10,29  | 2     |       |
| Socialisti Democratici Italiani           | Raffaele Franco                          | 5.137                       | 26,60 | 800           | 4,41   | 1     |       |
| Democrazia Federalista                    | Raffaele Franco                          | 5.137                       | 26,60 | 396           | 2,18   | -     |       |
| Seggio al candidato sindaco               | Seggio al candidato sindaco              | Seggio al candidato sindaco | 26,60 | 1             |        |       |       |
| Totale                                    | Totale                                   | 18.153                      | 100   |               | 19.312 | 100   | 30    |